# Oktiabrskaïa (métro de Moscou, ligne Koltsevaïa)
Oktiabrskaïa (en russe : Октя́брьская et en anglais : Oktyabrskaya) est une station de la ligne circulaire Koltsevaïa (ligne 5 marron) du métro de Moscou, située sur le territoire de l'arrondissement Iakimanka dans le district administratif central de Moscou.
Elle est mise en service en 1950, lors de l'ouverture de la première section de la ligne circulaire.

## Situation sur le réseau
Établie en souterrain, à 40 mètres sous le niveau du sol, la station Oktiabrskaïa est située au point 60+14,5 de la ligne circulaire Koltsevaïa (ligne 5 marron), entre les stations Dobryninskaïa et Park koultoury.

## Histoire
La station Oktiabrskaïa est mise en service le 1er janvier 1950, lors de l'ouverture à l'exploitation de la section de Park koultoury à Kourskaïa.

## Patrimoine architectural

Détails
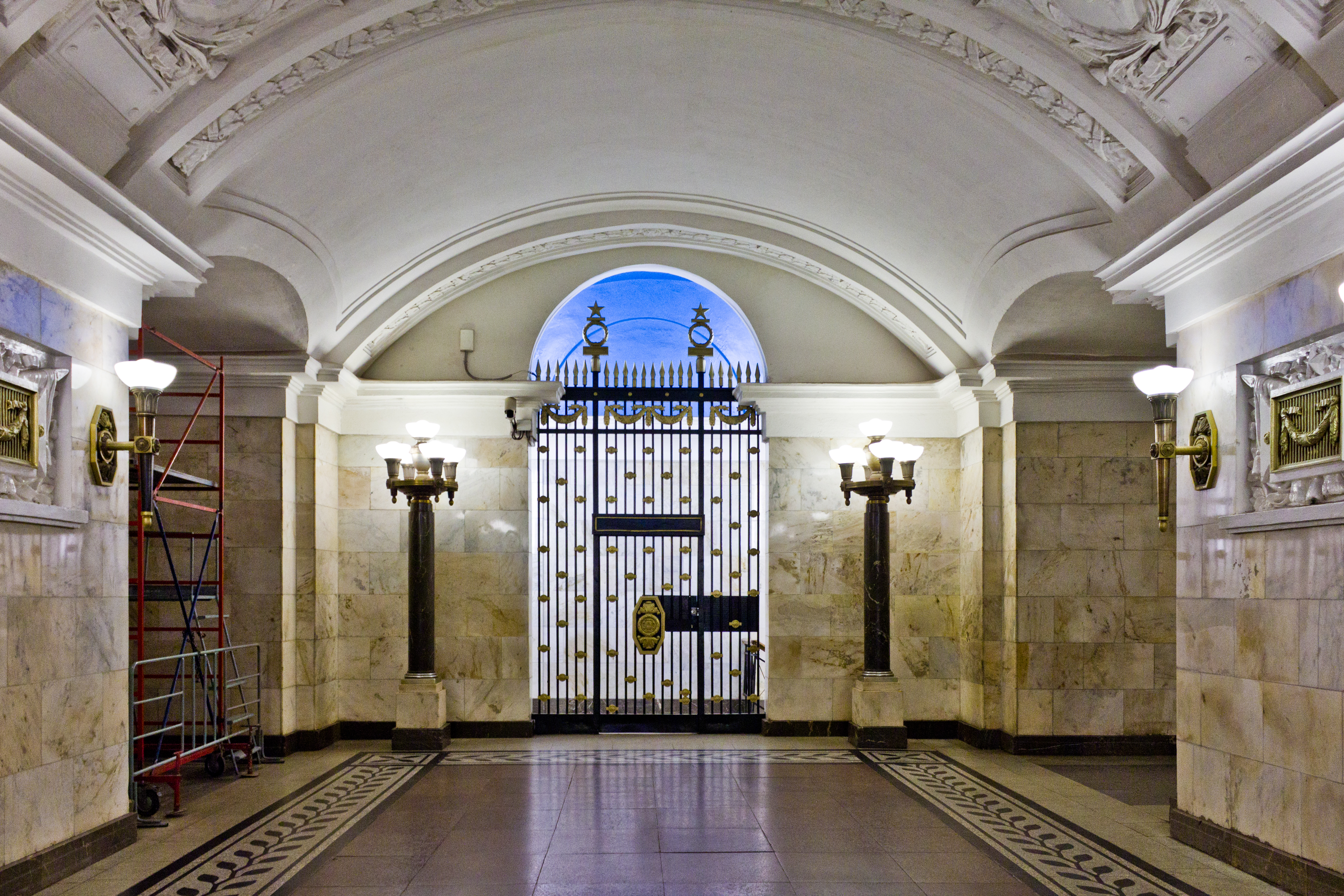
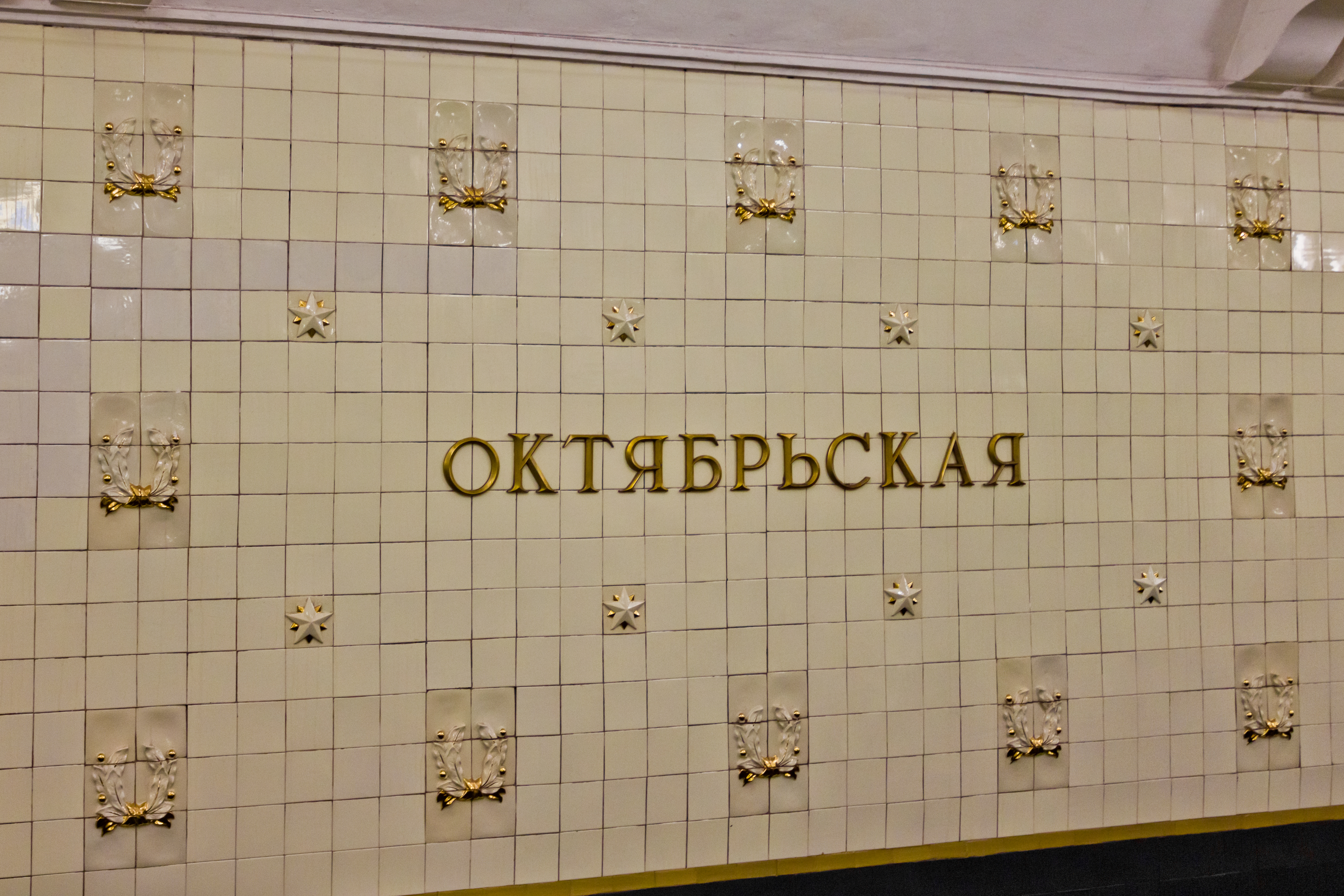
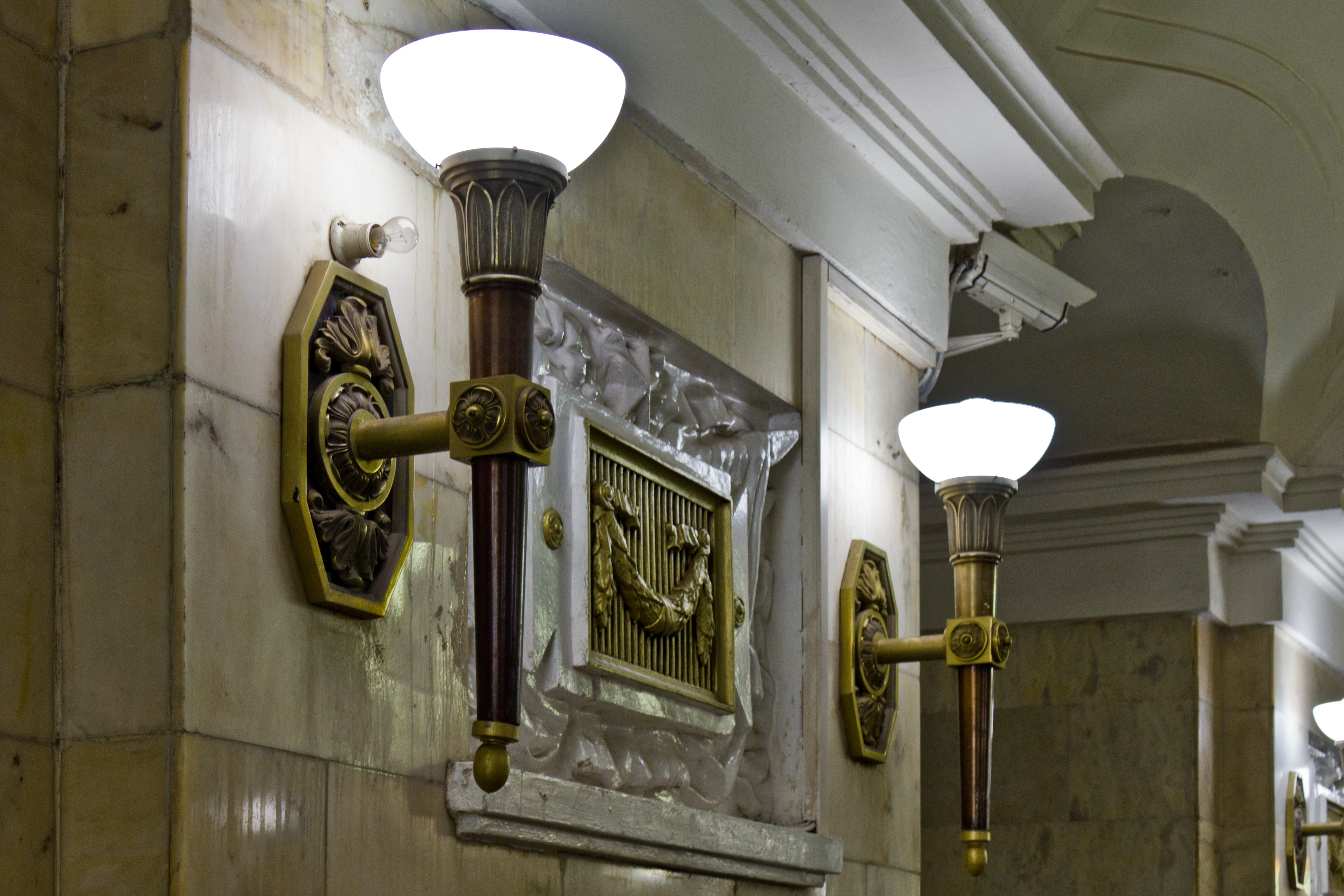